# Territorialprälatur Batanes
Die Territorialprälatur Batanes (lat.: Praelatura Territorialis Batanensis) ist eine römisch-katholische Territorialprälatur mit Sitz in Batanes auf den Philippinen.